# ACU (однострій)
Однострій ACU (англ. ACU, Army Combat Uniform, дослівно — армійський бойовий однострій) — військовий однострій з деформаційним камуфляжем, що з 2004 року використовується армією, військово-повітряними силами та космічними силами Сполучених Штатів Америки. У ВПС та космічних силах США його називають одностроєм OCP (англ. Operational Camouflage Pattern).
Вперше представлений у червні 2004 року, він був впроваджений на заміну однострою BDU і пустельного однострою DCU, які американська армія використовувала з 1980-х і 1990-х років відповідно, а також однострою ABU ВПС США.
Офіційно стандартний однострій ACU виготовляється з 50 % нейлону і 50 % бавовни.

## Історія

### Розробка
На початку 2004 року деякі солдати армії США в Іраку отримали «однострій ближнього бою» (англ. Close Combat Uniform, скорочено — CCU), варіант пустельного військового однострою (DCU), який мав такі нові особливості, як плечові кишені, прикріплені застібками-липучками, нагрудні знаки розрізнення та новий комірець. Експериментальні елементи, які використовувались в CCU, пізніше були включені в новий армійський бойовий однострій ACU, про що публічно оголошено в червні 2004 року.

### Початок впровадження ACU
Процес заміни одностроїв BDU та DCU армії США на новий однострій ACU мав розпочатися у квітні 2005 року. Однак завдяки ініціативі Rapid Fielding Initiative впровадження нового однострою почалось двома місяцями раніше. Солдати з бойових підрозділів 48-ї піхотної бригади були першими в армії США, хто отримав однострій ACU і вже використовували цю уніформу під час розгорнення в Іраку в травні 2005 року.

### ACU з камуфляжем UCP
При виготовленні однострою ACU спочатку використовувався піксельний візерунок універсального камуфляжа (UCP) в коричневій, сірій та зеленій кольоровій гамі (Desert Sand 500, Urban Gray 501 і Foliage Green 502), що був призначений для роботи в пустелі, лісі та міських умовах. У 2010 році армійський однострій ACU отримав деякі покращення щодо кишень тощо.
30 вересня 2019 року однострої ACU з універсальним камуфляжем були замінені на однострої ACU з оперативним камуфляжем OCP, хоча універсальний камуфляж залишається в експлуатації в обмежених обсягах, наприклад, на деякому додатковому спорядженні для холодної погоди та старих бронежилетах.

### ACU з камуфляжем MultiCam

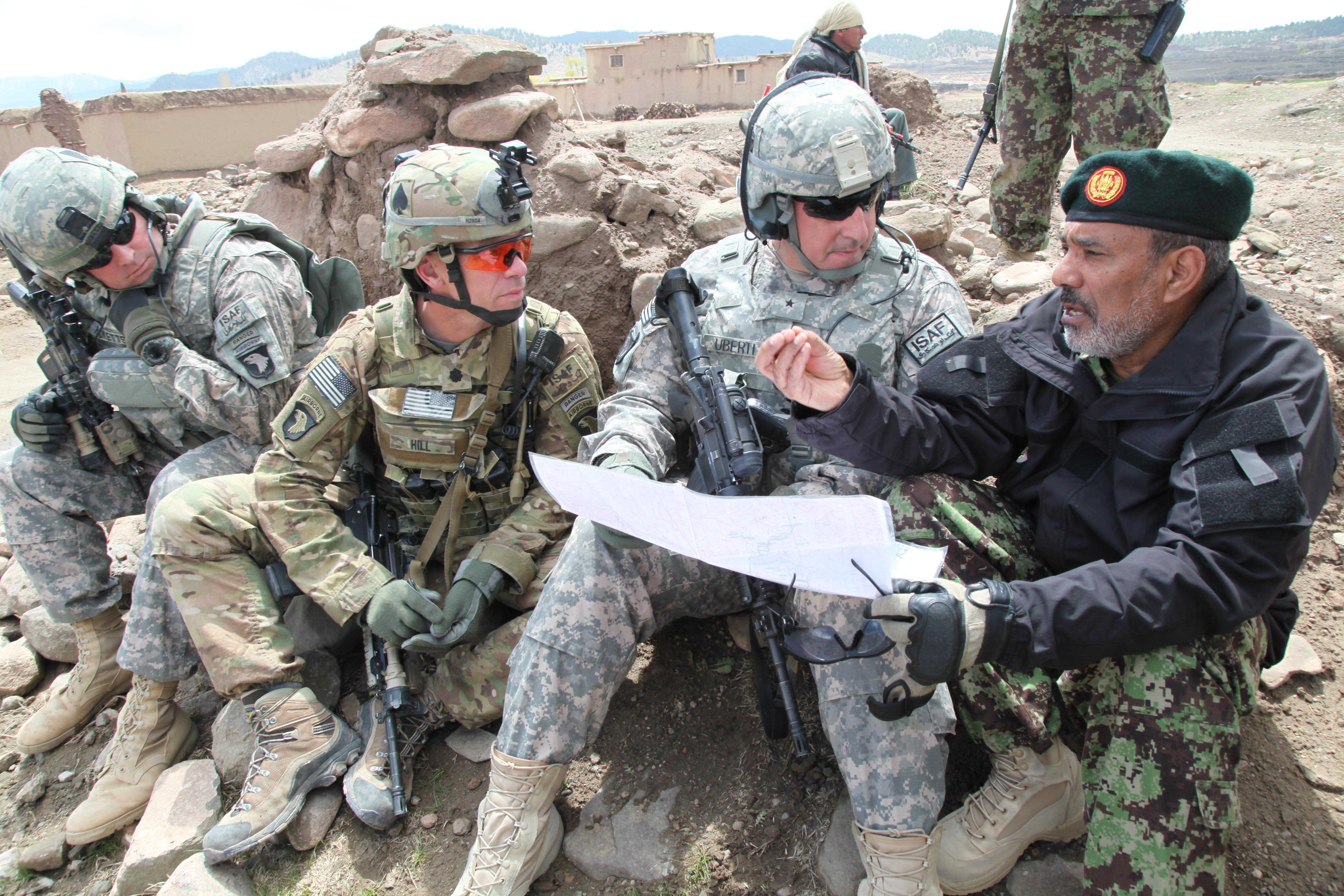
Солдати армії США в травні 2011 року, одягнені в армійський бойовий однострій (ACU) з універсальним камуфляжем та з камуфляжем MultiCam (другий зліва) у провінції Пактика, Афганістан

Починаючи з кінця 2010 року, солдати з підрозділів армії США, розгорнутих в Афганістан (починаючи зі 173-ї повітряно-десантної бригади), отримали однострої ACU з варіантом камуфляжу «MultiCam», розробленим компанією Crye Precision, який був набагато ефективнішим для використання на території Афганістану і згодом став відомий як камуфляж операції «Нескорена свобода». Були розроблені вогнестійкі варіанти однострою, призначені для запобігання опікам третього ступеня, а також зменшення на тридцять відсотків опіків другого ступеня. Крім того, усі однострої були оброблені хімічним перметрином, щоб захистити солдатів від кліщів і комах. Деякі солдати армії США на останніх етапах війни в Іраку також носили однострої ACU з камуфляжним малюнком MultiCam, деяких бачили в них аж до грудня 2011 року, коли Сполучені Штати вивели свої війська з країни після закінчення війни.  У 2019 році однострої ACU з камуфляжем MultiCam зняли з виробництва разом із моделями з камуфляжем UCP.

### ACU з камуфляжем OCP
У травні 2014 року армія США неофіційно оголосила, що універсальний камуфляж UCP на армійських  одностроях ACU буде замінено на новий камуфляж OCP. Оригінальний шаблон візерунка «Scorpion» був розроблений у Центрі солдатських систем армії США компанією Crye Precision у 2002 році для програми Objective Force Warrior. Пізніше Crye Precision модифікувала свою версію шаблону під торговою маркою MultiCam, яка була обрана для використання американськими солдатами та авіаторами в Афганістані в 2010 році під назвою камуфляж операції «Нескорена свобода». Після того, як наприкінці 2013 року переговори про офіційне прийняття MultiCam зірвалися через витрати, армія почала експериментувати з оригінальним візерунком «Scorpion», створивши варіант під кодовою назвою «Scorpion W2», зазначивши, що в той час як візерунок може бути захищений авторським правом, кольорова палітра не може і що далі 50 метрів фактичний візерунок «не такий актуальний». Візерунок нагадує MultiCam із приглушеною зеленню, світло-бежевим і темно-коричневим кольорами, але використовує менше бежевих і коричневих вкраплень і не має вертикальних елементів темних гілок. 31 липня 2014 року армія офіційно оголосила, що влітку 2015 року нові однострої ACU почнуть випускатись з оперативним камуфляжем ОСР. Офіційна назва має на меті підкреслити його використання за межами Афганістану всіма бойовими командуваннями. Оперативний камуфляж OCP повністю замінив універсальний камуфляж UCP на одностроях ACU до 1 жовтня 2019 року. Армійські бойові однострої ACU з камуфляжем OCP, вперше стали доступними для придбання 1 липня 2015 року, при цьому солдати в розгорнутих бойових підрозділах уже отримали форму та спорядження за новим зразком.
Військово-повітряні сили США також взяли на озброєння однострої ACU з камуфляжем OCP з 2018 року, яка замінила їх специфічні однострої ABU (бойову форму льотчика) до квітня 2021 року.
Космічні сили США також взяли на озброєння однострої ACU з камуфляжем OCP, але з синьою планкою для звань і стрічок.

## Вогнестійка версія ACU
У зв'язку з високим ризиком нападу на американські конвої з використанням зарядів СВУ, була розроблена версія вогнестійкої тканини під маркою Defender M. Ця тканина горить «насухо», що запобігає опікам третього ступеня, а також зменшує на тридцять відсотків ризик отримання опіків другого ступеня. Однострій з використанням вогнезахисної тканини отримав назву FRACU (англ. Flame-Resistant Army Combat Uniform).

## Складові однострою

### Куртка

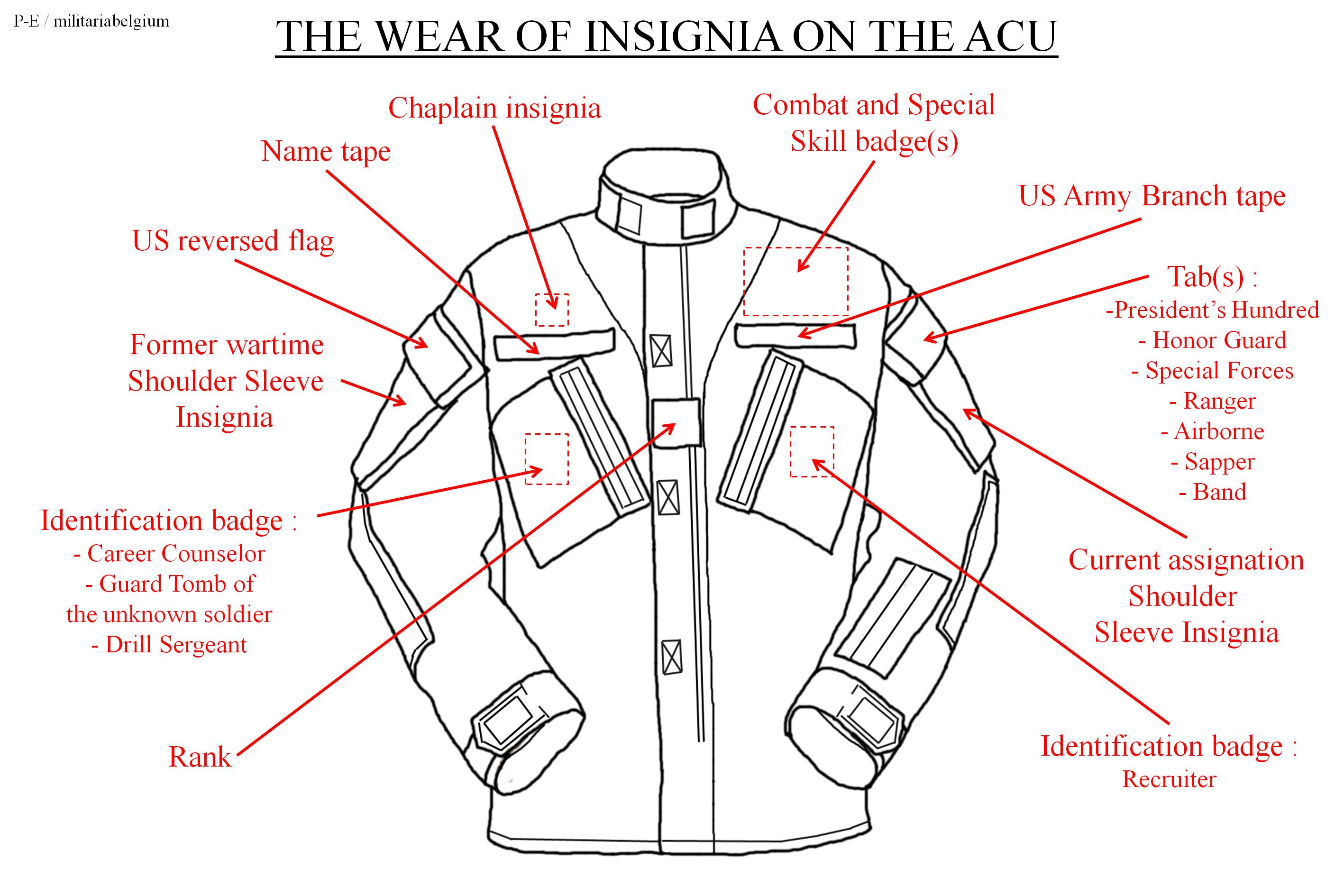
Носіння знаків розрізнення на куртці одностроя ACU

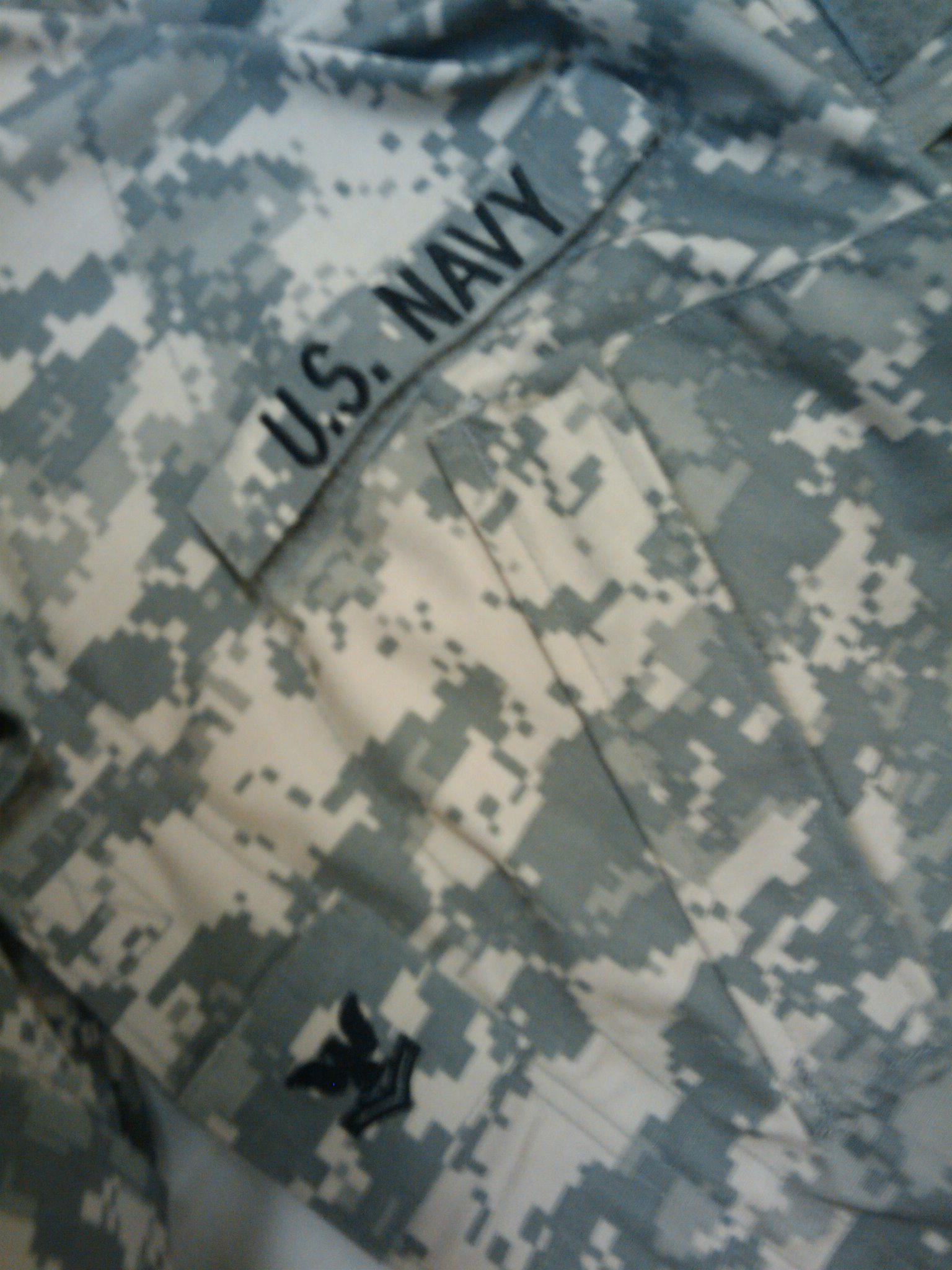
Армійський бойовий однострій (ACU) з універсальним камуфляжем (UCP) моряка ВМС США під час війни в Іраку, серпень 2009 р.

Куртка однострою ACU з камуфляжем OCP спочатку використовувала застібки-липучки, також відомі під загальновживаною торговою маркою Velcro, на кишенях рукавів і для кріплення таких елементів, як іменні стрічки, знаки розрізнення, погони та вкладки, а також пристрої для розпізнавання, такі як прапорець США і інфрачервона (ІЧ) планка. Спочатку на ACU дозволили носити лише нашивні значки навичок, не більше п'яти одночасно.
Влітку 2011 року правила були змінені, щоб дозволити носіння пришивних вишитих значків майстерності. Обмеження в п'ять значків залишилося в силі, і не можна було змішувати пришивні та нашивні значки. При цьому гілкова стрічка, іменні стрічки та знаки розрізнення рангів могли бути нашиті за бажанням носія. Таблички навичок, як-от «Президентська сотня», «Спецназ», «Рейнджер» і «Сапер», носяться на клапані кишені лівого рукава та підпадають під правило лише трьох вкладок. Вкладка, яка є невід'ємною частиною нашивки підрозділу, наприклад вкладка «Гори» або «Десант», не зараховується до правила. Відзнака капелана армії США є єдиною дозволеною відзнакою філії армії, яку можна носити на ACU. Він по центру1⁄8 дюйм над правою іменною стрічкою. Знаки розрізнення можуть бути металевими наколками або чорними вишиваними знаками на оцифрованій тканині із застібками-липучками.
Для ідентифікації бійців в інфрачервоних променях в уніформу включено технологію керування в ближньому інфрачервоному діапазоні (Near Infrared — NIR). На кожне плече пришиті постійні квадрати IR IFF, щоб допомогти ідентифікувати дружній персонал, коли використовуються прилади нічного бачення. Під час гарнізонної служби та в інших випадках, коли вона не використовується, система розпізнання захищена планками з липучками Velcro.
З одностроями ACU дозволено носити три види бейджів з зображенням прапора США: повнокольоровий, повнокольоровий інфрачервоний та приглушений інфрачервоний. Знаки розрізнення прапора США носять на клапані правої плечової кишені куртки ACU. Приглушену версію носять тільки за вказівками в тактичних або польових умовах в армії, тоді як ВВС дозволяють лише приглушений прапор. Носяться стримані нарукавні знаки розрізнення .
Комірець-стійка куртки був призначений для носіння в піднятому положенні з бронежилетом Improved Outer Tactical Vest (IOTV), і носіння в опущеному положенні в інших випадках. Зі зміною камуфляжа на оперативний камуфляж (OCP), вкладку Velcro, яка закривала комірець-стійку, видалили разом з іншими застібками Velcro.
Передня застібка застібається на блискавку та посилена липучкою, призначена для використання з бронежилетом OTV. Нахилені під кутом нагрудні кишені, манжети та вставні кишені для налокітників також застібаються на липучки. На лівому рукаві куртки є кишеня з трьома прорізами для ручок, а на спині додані складки для більшої мобільності.
У польових умовах куртку можна замінити на вогнестійку армійську бойову сорочку, якщо її носити безпосередньо під IOTV.

### Штани
Штани ACU носяться з дводюймовим нейлоновим ременем і мають кишені на липучці для вставок наколінників, дві нахилені вперед кишені для зберігання на стегнах з еластичним шнурком і липучкою для застібки під час руху, а також дві кишені для зберігання на литках. по одному на кожній штанині із застібкою на липучці. Штани ACU з вогнестійких матеріалів випускаються для використання в Іраку та Афганістані.
Оновлення штанів ACU наприкінці 2010 року включали видалення застібок-липучок із нахилених вперед клапанів кишень на стегнах, які були замінені на 3 ґудзики. Ця зміна поступово запроваджувалася з 2009 року й наразі набула чинності. Дві кнопки є стандартними (така ж функція, що й кишені карго для штанів BDU), тоді як третя кнопка, розташована в самому кінці кишені, може використовуватися для збільшення навантаження та додаткового об'єму кишень карго. На маленьких литкових кишенях 3-компонентні липучки (2 квадратні гачки на кишені та одна прямокутна петля на клапані) були замінені одним ґудзиком у 2012 році. Ґудзики були знову введені та замінені липучками на кишенях після численних скарг солдатів у польових умовах.
Петлі для ременя отримали новий дизайн. Ширина подвоїлася, і тепер їх 8 порівняно з 7 у минулому. Шнур для регулювання талії прибрали й замінили фіксаторами на липучках, по одному на кожному стегні. Замість наколінної кишені, яка в минулому могла вмістити лише м'які наколінники, область колін тепер має багатошаровий комплексний дизайн, який дозволяє вставляти та закріплювати зовнішні жорсткі наколінники. На задній частині колін є гачки та петлі на липучці для додаткової фіксації колінних вставок навколо колінної області. На манжетах у нижній частині штанів більше не використовуються шнурки для блузки; їх знову замінили регулятори манжет на липучках. Подальші зміни в рамках переходу на OCP повністю видалили кишені для вставних наколінників разом із заміною більшої кількості липучок із кнопками.
Щоб можна було на відстані відрізнити вогнестійкий ACU (англ. FRACU) від звичайного ACU, на манжеті лівого рукава піджака та в середині клапана лівої кишені на штанах прикріплено жовто-коричневу нашивку з квадратними дюймами.

### Головний убір

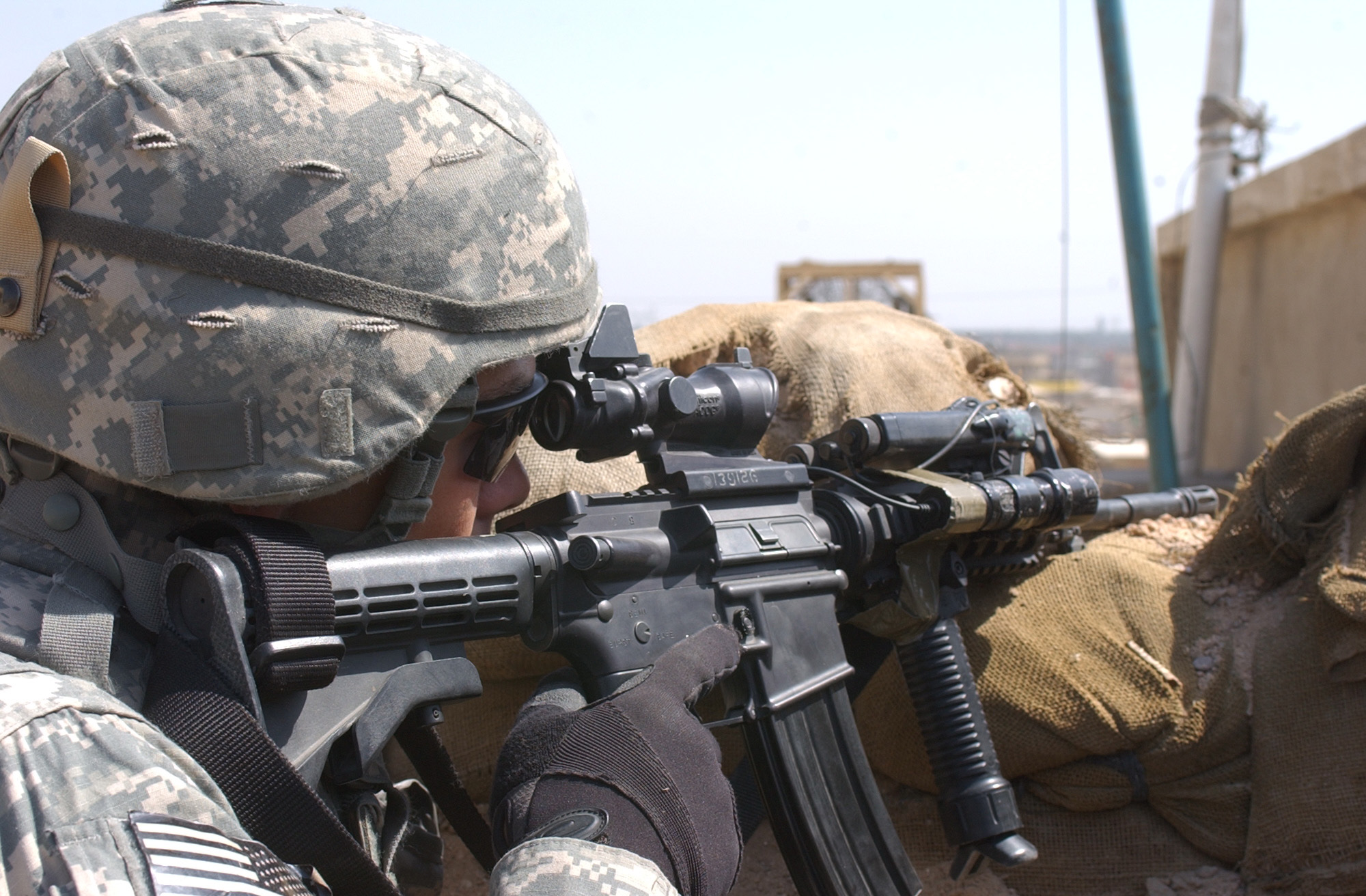
Солдат армії США під час війни в Іраку в березні 2007 року носить шолом з універсальним камуфляжем (UCP)

Як правило, ACU носять із шоломом Advanced Combat Helmet, патрульним кашкетом або капелюхом-буні та/або флісовою шапкою, залежно від обставин у зимові місяці. Патрульна кашкет — це м'який кашкет з прямим боком і плоским верхом у стилі кепі, з подвійною товстою купюрою та внутрішньою кишенею. У гарнізоні бордові, коричневі, коричневі та зелені берети можуть носити відповідно десантники, рейнджери, радники та спецназ. Зелена мікрофлісова шапка дозволена для польового та гарнізонного використання за межами підрозділу PT відповідно до місцевого командування. На задній частині кашкета патрульного одягається іменна стрічка. Рекомендовано пришивати звання, але на патрульній кепці ACU та панамі ACU Boonie Hat дозволено кріплення. Камуфляжне звання MICH (модульний інтегрований комунікаційний шолом) має бути пришито, якщо його носити, але часто не використовується, оскільки кріплення приладу нічного бачення заважає йому.

### Футболка
Варіант ACU з камуфляжем UCP зазвичай носили з футболкою пісочного кольору, що відводить вологу. Футболка Tan 499 була дозволена з варіантом OCP ACU і стала єдиною дозволеною футболкою після завершення повного переходу на однострої з камуфляжем OCP у 2019 році. Вогнестійка зелена сорочка дозволена для армійського льотного бойового однострою (англ. Army Aircrew Combat Uniform).

### Взуття
Варіант UCP ACU носили з темно-коричневими армійськими черевиками та оливковими сірими бавовняними шкарпетками. Комерційні версії цих черевиків дозволені без обмежень, відповідно до наведених нижче правил — має бути від 8 до 10 дюймів у висоту, бути виготовлені з коричневої грубої шкіри великої рогатої худоби з гладким носком і коричневою гумовою підошвою, і бути без блискавок, металевих шипів або бічних вкладок. Гірські бойові черевики доступні для складної місцевості, а екстремально холодні паронепроникні черевики для холодної погоди. Як і у випадку з футболкою, коричневі черевики Coyote дозволені ACU-OCP і стали дозволеними єдиними черевиками після завершення переходу в 2019 році.

## Використання
- США — військова форма формату ACU офіційно прийнята на озброєння Армією США.
- Росія — з 2010 по 2013 рік, в рамках переформування Збройних Сил Російської Федерації, військовослужбовцям видали нову форму, виконану у зміненому форматі американського ACU.
- Україна — в 2014 році Збройні сили України затвердили однострій ММ-14, що за кроєм є аналогом ACU.  В 2015 році більшість військових підрозділів ЗСУ переведені на формат форми ММ-14. Використовувалась також полком спецпризначення «Азов» з камуфляжами MultiCam та MTP).

### Актуальна уніформа США
- MCCUU (Marine Corps Combat Utility Uniform) — уніформа Корпусу морської піхоти США
- ECWCS (Extended Cold Weather Clothing System) — багатошаровий високотехнологічний військовий однострій, призначений для використання в умовах холодної та екстремально холодної погоди
- Уніформа військово-морського флоту
- Оперативна уніформа (берегова охорона США)

### Колишня уніформа США
- BDU (Battle Dress Uniform)
- ABU (Airman Battle Uniform)
- DBDU (Desert Battle Dress Uniform)
- DNC (Desert Night Camouflage)
- DCU (Desert Combat Uniform)
- М-1965 (куртка)
- OG-107 (Olive Green 107) — основний однострій усіх видів Збройних Сил Сполучених Штатів з 1952 року до 1989 року

## Виноски
1. ↑  Prototypes tested from 2004 to 2005.